# Tityus elii
Espèce
Synonymes
- Tityus ebanoverde Armas, 1999

Tityus elii est une espèce de scorpions de la famille des Buthidae.

## Distribution
Cette espèce est endémique de République dominicaine. Elle se rencontre dans les provinces de Santiago, de La Vega et de San Cristóbal.

## Systématique et taxinomie
Cette espèce a été décrite par Armas et Marcano Fondeur en 1992. Tityus ebanoverde a été placée en synonymie par Teruel en 2017.

## Étymologie
Cette espèce est nommée en l'honneur d'Eli Rafael Martínez.

## Publication originale
- Armas & Marcano Fondeur, 1992 : « Nuevos alacranes de Republica Dominicana (Arachnida: Scorpiones). » Poeyana, no 420, p. 1-36.